# بازی‌های پان امریکن ۱۹۵۹
بازی‌های پان امریکن ۱۹۵۹ (انگلیسی: 1959 Pan American Games) سومین دوره بازی‌های پان امریکن است که از ۲۷ آگوست تا ۷ سپتامبر ۱۹۵۹ در شیکاگو، ایالات متحده آمریکا با حضور ۲۲۶۳ ورزشکار برگزار شده‌است.

## جدول مدال‌ها
*   کشور میزبان ( ایالات متحده آمریکا)
| رتبه            | کشور                 | طلا | نقره | برنز | مجموع |
| --------------- | -------------------- | --- | ---- | ---- | ----- |
| ۱               | ایالات متحده آمریکا* | ۱۲۱ | ۷۵   | ۵۶   | ۲۵۲   |
| ۲               | آرژانتین             | ۹   | ۲۲   | ۱۲   | ۴۳    |
| ۳               | برزیل                | ۸   | ۸    | ۶    | ۲۲    |
| ۴               | کانادا               | ۶   | ۲۰   | ۲۷   | ۵۳    |
| ۵               | مکزیک                | ۶   | ۱۰   | ۱۵   | ۳۱    |
| ۶               | شیلی                 | ۵   | ۲    | ۶    | ۱۳    |
| ۷               | هند غربی بریتانیا    | ۲   | ۴    | ۷    | ۱۳    |
| ۸               | کوبا                 | ۲   | ۴    | ۵    | ۱۱    |
| ۹               | باهاما               | ۲   | ۰    | ۰    | ۲     |
| ۱۰              | ونزوئلا              | ۱   | ۷    | ۷    | ۱۵    |
| ۱۱              | اروگوئه              | ۱   | ۳    | ۴    | ۸     |
| ۱۲              | پاناما               | ۰   | ۴    | ۴    | ۸     |
| ۱۳              | پرو                  | ۰   | ۲    | ۵    | ۷     |
| ۱۴              | پورتوریکو            | ۰   | ۲    | ۴    | ۶     |
| ۱۵              | اکوادور              | ۰   | ۱    | ۱    | ۲     |
| ۱۶              | هائیتی               | ۰   | ۱    | ۰    | ۱     |
| ۱۷              | گویان بریتانیا       | ۰   | ۰    | ۳    | ۳     |
| ۱۸              | آنتیل هلند           | ۰   | ۰    | ۱    | ۱     |
| ۱۸              | گواتمالا             | ۰   | ۰    | ۱    | ۱     |
| مجموع (۱۹ کشور) | مجموع (۱۹ کشور)      | ۱۶۳ | ۱۶۵  | ۱۶۴  | ۴۹۲   |

## ورزش‌ها و ورزشگاه‌ها
- دو و میدانی  (جزئیات)  در ورزشگاه سلجر فیلد[۲]

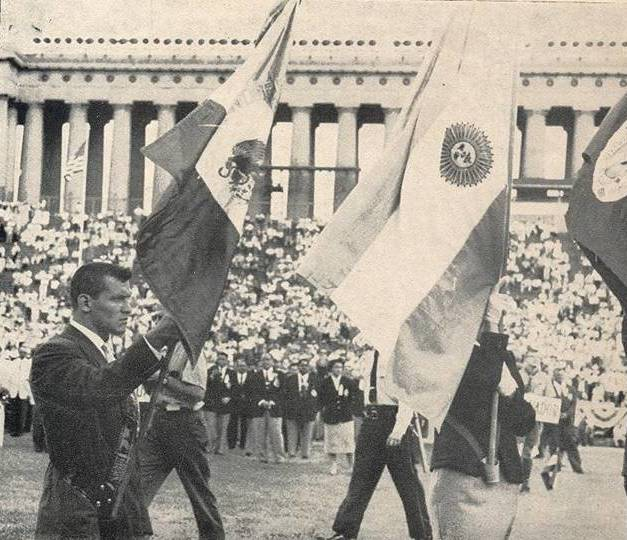
مراسم افتتاحیه در ورزشگاه سلجر فیلد

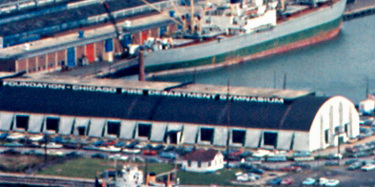
Gymnasium at Navy Pier, site of the Gymnastics competition

- بیسبال  (جزئیات)  at Wrigley Field and Comiskey Park[۳]
- بسکتبال  (جزئیات)  at Alumni Gymnasium (men's) and Oak Park High School (women's)[۴][۵]
- بوکس  (جزئیات)  در Northwest Armoury
- دوچرخه‌سواری  (جزئیات)  در Gately Stadium temporary venue (Track Cycling)[۶]
- شیرجه  (جزئیات)  در Portage Park
- سوارکاری  (جزئیات)  (اسب با دم پرنده)
- فوتبال  (جزئیات)  در ورزشگاه هانسون[۷] and ورزشگاه سلجر فیلد[۸]
- ژیمناستیک  (جزئیات)  در Navy Pier[۴]
- پنج‌گانه مدرن  (جزئیات)  at Waukegan Shooting Range (shooting), Great Lakes Naval Training Center (fencing), Independence Grove (equestrian show-jumping and cross-country running), and Portage Park (swimming)[۳]
- روئینگ  (جزئیات)  in the Cal-Sag Channel[۳][۴]
- قایقرانی  (جزئیات)  در دریاچه میشیگان
- شنا  (جزئیات)  در Portage Park[۹]
- تنیس  (جزئیات)  در Lincoln Park Tennis Club[۳]
- والیبال  (جزئیات)  در Proviso High School[۴]
- واترپلو  (جزئیات)
- وزنه‌برداری  (جزئیات)  در Chicago Vocational High School[۵]
- کشتی  (جزئیات)  در Reavis High School[۴]